# Дикие дни
«Дикие дни» (англ. Days of Being Wild), оригинальное название «Подлинная история а-фея» (кит. A Fei jingjyuhn, а-фэй — китайский вариант стиляги, пижона) — кинофильм режиссёра Вонг Карвая, вышедший на экраны в 1990 году.

## Сюжет
Юдди легко знакомится с девушками и легко с ними расстается. Когда Су Личжэнь заговаривает о свадьбе, он легко расстается и с ней. Взамен Су он быстро заводит роман с танцовщицей Лёнг Фунгйинг по прозвищу Мими. Отношения Юдди с мачехой не так просты: она выпивает и крутит романы с молодыми альфонсами. Но, главное, она не хочет раскрыть ему личность его матери.
Су Личжэнь не так просто меняет любовников. Она не может забыть Юдди. Су сторожит Юдди у его дома, она хочет вернуться. Там её застает полицейский Тайд, совершающий обход квартала. Он хочет помочь Су и дает ей деньги на такси. Они встречаются ещё, разговаривают и гуляют по ночному городу. Расставаясь, он предлагает ей звонить в телефонную будку, около которой он останавливается, совершая обход. Но она не звонит, и вскоре он уходит в моряки.
Мачеха Юдди собирается эмигрировать и рассказывает Юдди, кто его мать. Юдди отправляется к матери на Филиппины. Он дарит свою машину другу Зебу, но тому нужна не машина, ему нужна девушка Юдди Мими. Он влюблён. Но она верна Юдди и отправляется вслед за ним на Филиппины. Зеб продает машину Юдди и дает Мими деньги на дорогу.
Мать Юдди не захотела увидеть сына, и они так и не встретились. Он напивается и его обворовывают. Его находит Тайд, ожидающий в Филиппинах разгрузки своего корабля. Утром они отправляются на вокзал. Юдди хочет купить паспорт, но у него нет денег, и он забирает паспорт, не заплатив. Завязывается драка, закончившаяся перестрелкой. Тайд и Юдди убегают, вскочив в первый попавшийся поезд. В поезде в Юдди стреляют, он смертельно ранен. Тайд спрашивает Юдди, помнит ли он ту минуту, которую обещал помнить Су Личжэнь. Он помнит.

## В ролях
- Лесли Чун — Юдди
- Мэгги Чун — Су Личжэнь
- Энди Лау — Тайд
- Карина Лау — Лёнг Фунгйинг (Мими)
- Джеки Чун — Зеб
- Ребекка Пань — Ребекка
- Тони Люн Чу Вай — Цзау Моувань

## Продолжение
Предполагалась вторая часть фильма. В самом конце фильма следует сцена, где молодой человек в маленькой квартирке с низкими потолками заканчивает последние приготовления перед уходом. Он впервые появляется в этом эпизоде и нигде не упоминается до этого. Это игрок — персонаж второй части фильма. Но бюджет «Диких дней» был превышен и съемки выбились из графика, поэтому второй части так и не суждено было увидеть свет.

## Коммерческий успех и призы
В коммерческом плане фильм оказался провальным, однако получил признание у критиков и следующие награды:
- 1991 — 5 наград Гонконгская кинопремия: лучший фильм, лучший режиссёр (Вонг Карвай), лучший актёр (Лесли Чун), лучшая работа художника (Уильям Чан), лучший оператор (Кристофер Дойл). Также лента была номинирована в четырёх категориях: лучший сценарий (Вонг Карвай), лучшая актриса (Карина Лау), лучшая актриса второго плана (Ребекка Пань), лучший монтаж (Патрик Там).
- 1991 — приз «Золотая лошадь» за лучшую режиссуру (Вонг Карвай), а также номинации за лучший фильм и лучшую женскую роль (Карина Лау).
- 1997 — Специальный приз Golden Bauhinia Awards за лучший гонконгский фильм последних 10 лет.